# Paul de Pitray
Paul-Eugène-Marie de Simard de Pitray, né le 2 février 1862 à Beaufai (Orne) et mort le 3 mars 1942 à Paris 16e, est un homme de lettres et militaire français.

## Biographie
Né du vicomte Émile de Simard de Pitray et d'Olga de Ségur, il est le petit-fils de la comtesse de Ségur, qui lui dédie son roman La Fortune de Gaspard.
Il suit une carrière dans le journalisme et dans les lettres. Clarisse Bourdeney met certains de ses textes en musique.
À la suite de la mort pour la France de son fils Paul (1890-1914),, il décide de s'engager volontairement en 1914 pour le temps de la guerre, pour remplacer son fils, alors qu'il est âgé de cinquante-trois ans. Passé lieutenant au 134e régiment d'infanterie, demandant d'être chargé des missions difficiles et dangereuses, il assure notamment celles d'officier de liaison pendant le combat de la division devant Verdun et sera blessé par éclat d'obus en avril 1918 à Lataule-Belloy. Son engagement lui valut la Légion d'honneur à titre militaire, le 17 juillet 1917, ainsi que la croix de guerre et cinq citations.
Il est par ailleurs le père d'Arlette de Pitray.

## Publications
Pitray a beaucoup travaillé avec l'illustrateur Armand Rapeño.
- John, enfant terrible (Hachette, 1934)
- Le petit-fils de Cadichon (Hachette, 1936)
- Cadichon III en Argentine (Hachette, 1938)
- Histoire sainte (Hachette, 1938)
- Les cinq millions de Jimmy (Hachette, 1940)